# Ghosts on the Loose
Ghosts on the Loose (Brasil: Fantasmas à Solta ) é um filme de comédia produzido nos Estados Unidos e lançado em 30 de julho de 1943.